# 2024年北馬其頓議會選舉
2024年北馬其頓議會選舉是北馬其頓於2024年5月8日舉行的議會选举，選舉北馬其頓議會123席中120個席次，选举结果由民族主義政黨马其顿内部革命组织—马其顿民族统一民主党 (VMRO-DPMNE)領導的右翼反對派你的馬其頓聯盟以45%的選票获得58個席位贏得選舉。北馬其頓在同一天举行2024年北馬其頓總統選舉的第二轮选举。

## 選舉制度
北馬其頓議會共有123個席位，其中120個席位採用封閉名單比例代表制從北馬其頓的6個選區中，每個選區選出20席產生。其餘三個席位由居住在國外的北馬其頓人選舉產生，同樣採用封閉名單比例代表制，但只有在票數超過國內選區中獲得1個席次所需最少票數才能當選，如果政黨名單超過了這個門檻，就贏得一個席位，要贏得兩個席位，則需要贏得兩倍的票數，依此類推。由於投票數不足，這些席位在2016年選舉中未能產生當選人，从2020年選舉开始中這3個席位沒有進行選舉。

## 选举焦点
選舉期間的重大問題之一是腐敗。反對黨VMRO-DPMNE指責執政党馬其頓社會民主聯盟 （SDSM)在北馬其頓主持“腐敗大流行”。同时SDSM支持修改憲法，承認保加利亞人的少數民族地位，這是保加利亚為允許北馬其頓加入歐盟所設定的條件，VMRO-DPMNE稱接受此條件是對保加利亞的「投降」。該黨也表示有興趣與阿爾巴尼亞族的有效联盟組成執政聯盟 但排除與同屬現任「腐敗」執政聯盟的民主一體化聯盟合作的可能性。 VMRO-DPMNE也承諾在該國經濟狀況低迷、大規模移民和通膨上升的情況下創造數萬個就業機會。

## 民調

2020~2024年北馬其頓政党支持率

## 选举结果
本次選舉投票率為55.44%，結果右翼VMRO-DPMNE及其「你的馬其頓」聯盟取得了壓倒性勝利，贏得了议会的58個席位，距離絕對多數僅差三個席位。执政的親歐洲政党SDSM及其「為了歐洲的未來」聯盟，席位屈居第三，只有18個席位，這是SDSM有史以來最糟糕的結果。少數族群联盟歐洲陣線雖然最初获得19個席位，但在部分地区重新投票後，歐洲陣線失去了一個席位，從而使SDSM及其聯盟在議會中并列第二大党。
| 政党               | 政党                                  | 票数      | %      | 席数 | +/– |
| ------------------ | ------------------------------------- | --------- | ------ | ---- | --- |
|                    | 你的馬其頓 (VMRO-DPMNE等)             | 436,407   | 44.58  | 58   | +14 |
|                    | 為了歐洲的未來 (馬其頓社會民主聯盟等) | 154,447   | 15.78  | 18   | –28 |
|                    | 歐洲陣線                              | 137,690   | 14.06  | 18   | +3  |
|                    | 有效联盟                              | 106,937   | 10.92  | 14   | +2  |
|                    | 左翼黨                                | 68,637    | 7.01   | 6    | +4  |
|                    | 為了我們的馬其頓                      | 56,232    | 5.74   | 6    | New |
|                    | 其他                                  | 18,630    | 1.90   | 0    | –1  |
| 总共               | 总共                                  | 978,980   | 100.00 | 120  | 0   |
|                    |                                       |           |        |      |     |
| 有效票数           | 有效票数                              | 978,980   | 97.27  |      |     |
| 无效及空白票数     | 无效及空白票数                        | 27,451    | 2.73   |      |     |
| 总票数             | 总票数                                | 1,006,431 | 100.00 |      |     |
| 已登记选民／投票率 | 已登记选民／投票率                    | 1,815,350 | 55.44  |      |     |
| 资料来源：SEC      |                                       |           |        |      |     |

## 后续
SDSM領袖迪米塔尔·科瓦切夫斯基承認失敗，並宣布一旦選出繼任者，他將辭去黨魁職務。 VMRO-DPMNE領導人赫里斯蒂揚·米茨科斯基表示，“人民給政府上了最重要的一課，拯救了他們的國家”，他承諾將“每一個犯罪和腐敗的人繩之以法”。國際觀察家稱，選舉「具有競爭性，廣泛和多元化的競選活動幫助選民做出了明智的選擇，但受到帶有民族主義口號的負面言論、立法缺陷和競選財務監督不足的影響」。
6月6日，米茨科斯基在公佈了「你的馬其頓」聯盟、阿爾巴尼亞裔有效联盟及為了我們的馬其頓 (ZNAM)的聯合協議後，被總統戈尔达娜·西莉娅诺夫斯卡-达夫科娃正式要求组织下一屆政府。6月24日议会以77票贊成，22票反對，21票缺席，通过联合政府，由米茨科斯基出任总理。新內閣預計有24名成員，其中16名來自VMRO-DPMNE領導的聯盟「你的馬其頓」，6名來自有效联盟，兩名來自ZNAM。